# Doutnákový zámek

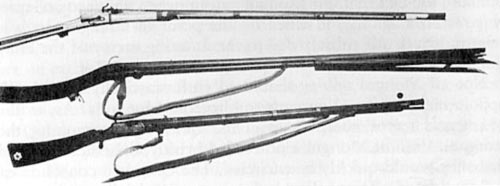
Čínské muškety s doutnákovým zámkem z období dynastie Ming (1368–1644)

Doutnákový zámek je nejstarší typ zámku na palných zbraních. K iniciaci výstřelu je zde třeba zapálit doutnák neboli lunt. Začal se používat v 15. století v arkebuzách a mušketách. Technologie se rozšířila do Asie (Indie, Čína a Japonsko), kde se udržela až do konce 19. století. V evropských armádách se udržela do roku 1720, kdy byla kompletně nahrazena křesadlovým zámkem.

## Princip

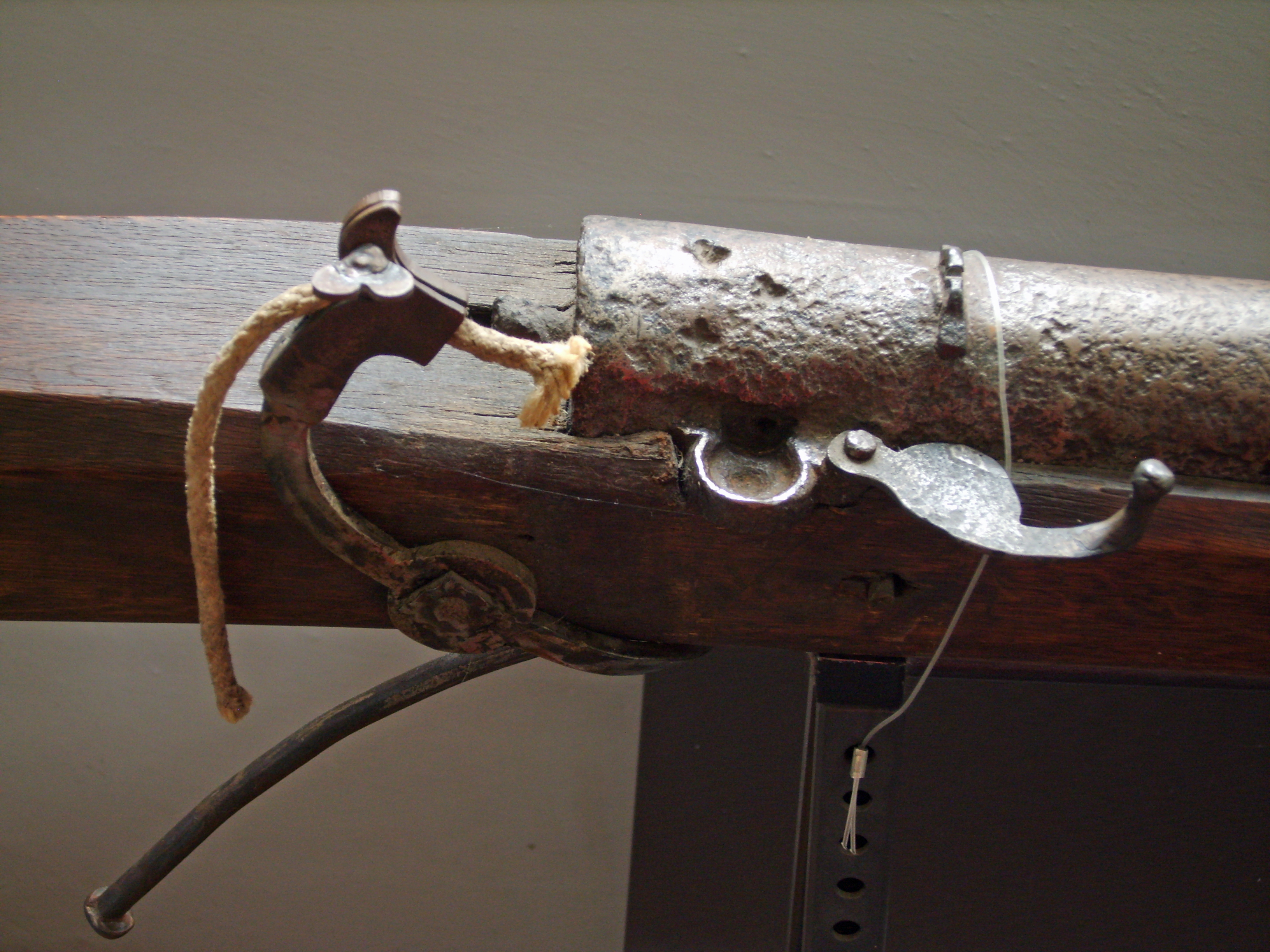
Mušketa s doutnákovým zámkem a pánvičkou umístěnou na boku hlavně

Na vrchu hlavně byla pánvička - jamka spojená zátravkou s vnitřkem hlavně. Později se stala pánvička samostatnou součástí montovanou na bok hlavně. Tím bylo umožněno míření po uvolněné horní hraně hlavně. Někdy byla pánvička chráněná samostatným krytem. Střelný prach se nasypal do hlavně, tam se utěsnil a doplnil střelou a menší část se nasypala do pánvičky. Nad pánvičkou byla na páčce ve tvaru písmene "S" upevněna zápalná šňůra nazývaná lunt, což byl v podstatě doutnající provázek napuštěný octanem hlinitým. Tvar ohnuté páky připomínal svým tvarem tělo plazícího se hada. Latinsky Serpens znamená had. Tento název byl někdy používán pro tento zámek a přeneseně i na celu zbraň. 

První doutnákové zámky neměly spoušťový mechanismus. Střelný prach se zapaloval přitažením spodní části páčky přidržující lunt. To přiblížilo doutnající lunt k pánvičce, střelný prach se vznítil a přes kanálek se zapálila prachová náplň v hlavni. Pozdější konstrukce doutnákového zámku už měly spoušťovou páku, kterou udržovala v základní poloze pružina.

## Výhody a nevýhody
Před vynálezem doutnákového zámku se střelec musel těsně před výstřelem soustředit na ruční zapálení střelného prachu v pánvičce, což zaměstnalo jeho ruce a zároveň tak nemohl mířit. To negativně ovlivňovalo jeho schopnost zasáhnout cíl, ve srovnání s lukostřelci byli tedy mušketýři pomalí a neefektivní. Doutnákový zámek uvolnil střelci ruce, umožnil mu mířit a střílet současně, pozdější typy zbraní s tímto zámkem měly i mířidla.
Doutnákový zámek je levný a jednoduchý, díky čemuž se zbraně s touto konstrukcí objevovaly ještě v 19. století (mimo Evropu a Severní Ameriku).
Zbraně s tímto zámkem měly množství nevýhod:
- Zapálení luntů chvíli trvalo, v případě náhlého přepadení byli tedy střelci s těmito puškami prakticky vyřazeni z boje,
- Střelný prach byl za mokrého počasí zvlhlý a dal se jen velmi těžko zapálit,
- Hořící lunt v noci prozrazoval pozici střelce,
- I charakteristický zápach pálených luntů přitahoval pozornost nepřítele.